# Robert Logan Jack

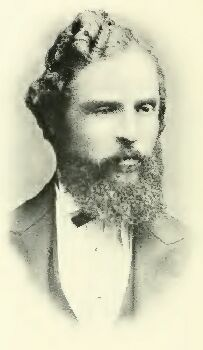
Robert Logan Jack

Robert Logan Jack (* 16. September 1845 in Irvine, Ayrshire; † 6. November 1921 in Sydney) war ein australischer Forschungsreisender, Geologe und Paläontologe.

## Leben
Jack besuchte die Irving Academy und die Universität Edinburgh und war dann rund zehn Jahre im Geological Survey von Schottland. 1877 wurde er Staatsgeologe in Queensland im Norden von Australien. Er untersuchte zunächst die Kohlevorkommen im Cooktown Distrikt, seine Hauptaufgabe war es aber Goldfelder zu finden. Er fand zwar keine bedeutenden Vorkommen, erforschte aber die Geologie des Landes auf beschwerlichen Expeditionen, bei denen er auch durch einen Speer der Aborigines verletzt wurde. Später fand er auch neue Bodenschätze (Gold, Silber, Zinn, Saphire), kartierte Kohlevorkommen und initiierte die ersten Bohrungen im Großen Artesischen Becken. 1899 trat er zurück. 1900 führte er eine Expedition in China von Shanghai den Jangtsekiang hinauf, wurde aber vom Boxeraufstand überrascht, dem die Expedition nach Burma entkommen konnte. Er schrieb darüber ein 1904 erschienenes Buch. 1901 bis 1904 war er in England und danach wieder in Australien, wo er für die Regierung von West-Australien arbeitete. Ab 1907 lebte er in Sydney. 1921 erschien sein Buch über den äußersten Norden Australiens, den er erkundet hatte und in dem er auch über die Ureinwohner berichtet.
1870 wurde er Fellow der Geological Society of London und war Ehrendoktor (L.L.D.) der Universität Glasgow. Mit Robert Etheridge junior erhielt er 1895 die Clarke Medal der Royal Society of New South Wales.
Sein Sohn Robert Lockhart Jack war ebenfalls Geologe in Australien.

## Schriften
- Handbook to Queensland Geology 1886
- mit Robert Etheridge junior: The Geology and Palaeontology of Queensland and New Guinea 1892
- The Back Blocks of China 1904
- Northmost Australia, London 1921